# Turbopad
TurboPad – бренд, созданный в 2012 году для производства планшетов, смартфонов, специализированных детских планшетов, а также внешних аккумуляторов.

## История компании
- 2012 – год создания бренда [1]
- 2012 год, июль – компания представляет свой первый планшет, оснащённый 3G – Turbopad 710 [2]
- 2012 год, декабрь – компания представляет свой первый планшет, ориентированный на детей – TurboKids
- 2013 год – запущен новый официальный сайт бренда [3]
- 2013 год, 24-31 августа – детские планшеты TurboKids были представлены на ВВЦ, в рамках столичной «Школьной ярмарки» [4]
- 2013 год, декабрь – детские планшеты TurboKids получили Знак Качества «Лучшее – детям». Сертификация организована Общественной палатой РФ, Правительством Москвы и РОСТЕСТом.[5]
- 2014 год, сентябрь – компания «Руссобит-Трэйд», совместно с группой компаний «Интервейл», запускает проект по установке MasterCard Mobile на смартфоны и планшеты под брендом Turbo.[6]
- 2014 год, октябрь – представлен детский планшет MonsterPad [7]
- 2017 год, март – заключено лицензионное соглашение с Nickelodeon Viacom Consumer Products на разработку, производство и дистрибуцию детских планшетных компьютеров, работающих на операционной системе Android [8]

## Некоторые факты
1. Смартфоны и планшеты компании работают под управлением ОС Android
2. Детские планшеты компании совмещают в себе сразу 2 лаунчера – проприетарную детскую, а также обычную Android, доступную только родителям.[9]